# 구이도 보나티

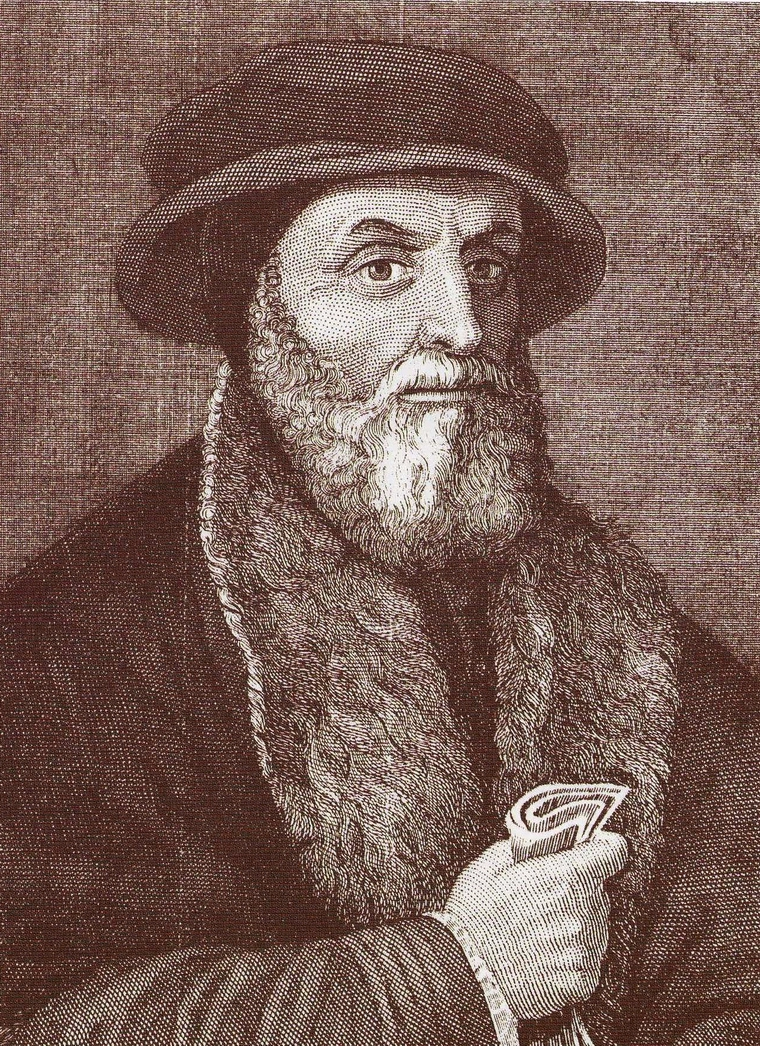

구이도 보나티(Guido Bonati, 1223~1300년) 볼로냐와 파리에서 재직한 교수이며 프란치스코회의 수사이다. 그는 점성술에서 중간점을 사용한 최초의 점성가로 추정된다. 그는 몬테펠트로 백작에게 군사 작전의 순간을 상술하기 위해서 그 기법을 사용했다. 보나티는 백작에게 그가 적을 격퇴하겠지만, 전투 중에 부상을 입을 것이라고 예언했다. 보나티의 예언은 사실이 되었고, 부상에 대비해 구급 물품을 준비했던 그 백작은 점성술의 독실한 지지자가 되었다.
구이도 보나티는 생애 말년에 프란치스코회 수사가 되었다. 그의 저서들은 1491년에 아우크스베르크에서 야코부스 카우테루스에 의해 《천문학의 서(Liber Astronomicus)》라는 제목으로 출판되었다.

## 참고 문헌
1. ↑  Michael Harding and Charles Harvey: 《Working with Astrology: The Psychology of Harmonics, Midpoints and AstroCartoGraphy》, Penguin Group, London.
2. ↑  Guido Bonati: Information and Much More, Answers.com